# Solució final
La Solució Final, també coneguda com a Solució Final al problema jueu (en alemany Endlösung der Judenfrage), és el nom del pla de l'Alemanya nazi per executar el genocidi sistemàtic de la població jueva europea durant la Segona Guerra Mundial. La seva posada en pràctica, coneguda posteriorment com l'Holocaust o "Shoah" va suposar la deportació sistemàtica i el posterior extermini de tota persona classificada ètnicament jueva, amb independència de la seva religió. El terme va ser encunyat per Adolf Eichmann, un funcionari nazi que va supervisar en primera instància la campanya, a la que abans s'anomenava eufemísticament "reinstal·lació".

## Desenvolupament

Mapa que mostra la ubicació de tots els camps d'extermini, la majoria dels camps de concentració, camps de treball, presons, guetos, les rutes principals de deportació i els llocs de massacres.

Heinrich Himmler va ser el principal arquitecte del pla que conduïa a exterminar a les tres quartes parts de tots els jueus europeus. El comandant de les SS, seguint instruccions d'Adolf Hitler i d'en Hermann Göring, donà l'ordre a Reinhard Heydrich el 31 de juliol de 1941 perquè "em sigui lliurat, tan aviat com sigui possible, un pla general de les mesures administratives, materials i financeres necessàries per a portar a terme la solució final desitjada de la qüestió jueva".
La Conferència de Wannsee, encapçalada per Reinhard Heydrich i que es realitzà a Gross Wannsee (Berlín) el 20 de gener de 1942, va ser la discussió d'un grup de funcionaris sobre "la solució final de la qüestió jueva". La Reunió es destaca com la primera discussió de la "solució final" i també perquè un exemplar de les actes de la reunió van ser trobats intactes pels Aliats al final de la Segona Guerra Mundial i es van emprar durant els Judicis de Nuremberg. Posteriorment, Hitler donà instruccions a Himmler perquè es divulgués la veritat sobre la sort dels jueus a les altes esferes nazis. El primer d'aquests discursos, on es reconeix la veritat real sobre l'Holocaust jueu és denominat el Discurs de Posen. Avui en dia es refereix als resultats de la "solució final" com l'Holocaust.
Els guetos jueus i els camps de concentració serien els llocs on els nazis concentrarien les poblacions jueves. Posteriorment, a banda dels jueus, s'exterminarien presoners de guerra russos, eslaus, homosexuals i altres grups qualificats com a indessitjables racials.

## Controvèrsia
Alguns sectors minoritaris mantenen que la "Solució Final" no suposava l'extermini dels jueus, sinó que era un pla que pretenia deportar als jueus d'Alemanya i dels estats europeus que tenien problemes amb els jueus, i que a llarg termini suposava la creació d'un Estat Sionista a Madagascar (vegis "El Pla Madagascar)", un país molt poc poblat llavors. Les deportacions de jueus van ser freqüents fins al 1939 i el 1941 començaren les deportacions en massa. Després de la "nit dels vidres trencats", els nazis preferiren l'ús dels camps de concentració.
La idea que per als nazis la "Solució Final" no significava l'assassinat sistemàtic dels jueus, ans al contrari, el seu desplaçament cap a l'illa de Madagascar és possible observar-la en alguns documents com la carta del 31 de juliol de 1941 on en Hermann Göring escrigué a Reinhard Heydrich:
| « | Complementant la tasca que li va ser encomanada pel Decret del 24-1-1939, per arribar en la qüestió dels jueus a una solució el més favorable possible segons les circumstàncies actuals en forma d'emigració i evacuació, li encarrego per la present prendre totes les mesures preliminars necessàries d'organització i d'índole material per a la solució integral del problema jueus dins de la zona de influència alemanya a Europa... Li encarrego, amés, presentar-me breument un projecte integral referent a dites mesures per donar compliment a la desitjada solució final del problema jueu. | » |
| — Citat segons Rau Hilberg a Die Vernichtung der europäischen Juden (L'aniquilació dels jueus europeus, Editorial Fischer, 1990, p.420 | |   |

No obstant això, els que recolzen la versió oficial de l'extermini, afirmen que els termes "evacuació", "desplaçament", "emigració", etc. eren mots per amagar la matança.
Per això i d'altres motius, els revisionistes històrics neguen l'existència de l'Holocaust, afirmant fins i tot que es tracta d'un mitjà propagandístic del sionisme i de la conspiració jueva. Basant-se en suposades investigacions posteriors a la guerra, afirmen que la xifra de morts als camps de concentració nazi no és tan elevada i que tot és un complot efectiu per evitar el resorgiment del moviment nacionalsocialista a Europa i al món sencer. Alguns països, com Àustria han decidit prohibir la divulgació d'aquests estudis i teories dins de les seves fronteres.